# اللائحة الأساسية (1882)
اللائحة الأساسية 1882 المشهورة باسم دستور مصر 1882 الصادرة في عهد الخديوي توفيق ليحل محل مشروع دستور سنة 1879. ويعد هذا الدستور حلقة في تاريخ القانون الدستوري في مصر وجزءا من مراحل تطوره، وهو محاولة متواضعة لتطبيق نظام ديمقراطي في ظل ولاية عثمانية يمثلها أسرة محمد علي، وهذا الدستور تم إصداره كمحاولة لتأكيد عدم تبعية مصر للدولة العثمانية وفي محاولة متجددة من الخديوي توفيق ليحصل على استقلال ذاتي وجعل الحكم في مصر قائما على أسس أهمها رقابة مجلس النواب لعمل الحكومة الذي يمثله مجلس النظار، أو الوزراء، الأمر الذي يجعل هذا الدستور قريبا من النموذج الدستوري لدولة قانونية -نسبيا- وإن كان لا يرقى إلى المستوى المطلوب للدولة القانونية. ويستشرف من الدستور تبنيه لوظيفة الرقابة من ناحية والتشريع من ناحية أخرى لمجلس النواب، وجعل الحكومة متمثلة في مجلس النظّار مسئولة أمام مجلس النواب الذي هو ممثل للأمة المصرية. ولعل أبرز دلالات هذا الدستور هو تبنيه وسط عراك وجدل سياسي في خضم أزمة التدخل الأجنبي، ووجود الثورة العرابية في الساحة، وهو كدستور يعد قاصرا عن تلبية كامل طموحات المجتمع المصري وقتئذ. كما أن هذا الدستور حمل توجهات الخديوي توفيق ورغبته في السيطرة على مقاليد حكم مصر، التي ورثت ديون الخديوي إسماعيل الفاحشة، وعانت من تفكك سيطرة الحكم على أجزاء من الإقليم المصري.
ولعل أهم ما تضمنه دستور مصر سنة 1882 هو ايجاد مجلس للنواب وبيان العلاقة بينه وبين الحكومة (مجلس النظّار) ولكنه دستور قاصر عن ان يشمل الحقوق والحريات الأساسية للمواطن في مصر حيث لم يتطرق إليها.

## مجلس نيابي يمثل الأمة المصرية
أوجد الدستور مجلسا نيابيا أسماه مجلس النواب، مقره محروسة مصر (أي القاهرة) يعتمد على انتخاب النواب، ويستمر عمل المجلس مده خمس سنوات، ولا يتم حل هذا المجلس إلا في حالة الخلاف المستحكم بين مجلس النظار وبينه، فإذا استمر الخلاف ولم تقم النظارة(الوزارة) بالاستعفاء (الاستقالة) يقوم الخديوي بفض المجلس والدعوة لانتخاب مجلس نواب جديد يمثل سيادة الأمة المصرية.بحيث إذا جاء مجلس جديد وأقر رأي المجلس السابق الذي كان محل خلاف بينه وبين مجلس النظّار(الحكومة)أصبح رأي المجلس نهائيا ويتم العمل به..
ويقوم المجلس بدور تمثيلي للأمة المصرية ككل، وله مساءلة الحكومة (النظّار) وطلب ايضاحات. وعلى النظّار (الوزراء) الاستجابة لدعوات مجلس النواب بالحضور، ليقوم مجلس النواب بعمله.

### وظائف المجلس النيابي
وقد تبني الدستور وظيفتي الرقابة من ناحية، ووظيفة سن القوانين ووضع التشريعات من ناحية أخرى، وذلك وفق آليات وطرق معينة تعد وفق النظر الدستوري، ممارسة مقيدة لوظائف البرلمان (مجلس النواب)، مما استتبع القول بأن ما نص عليه الدستور بخصوص هاتين الوظيفتين الطبيعيتين لمجلس النواب ما هو تكريس لسيطرة الخديوي ومجلس النظار(الوزراء) الذي يأتمر بأوامر الخديوي وينحو على هواه ورغبته.

#### الوظيفة الرقابية لمجلس النواب
محدودة ولا توصف الا بأنها تغليب للسيطرة الخديوية ونظّاره على شئون الأمة.

#### الوظيفبة التشريعية وسن القوانين
وضع الدستور تنظيما إجرائيا وموضوعيا لعمل المجلس في خصوص اقتراح أو سن القوانين واللوائح حيث بين الدستور إجراءات عرض القوانين واللوائح على المجلس.وكذلك بيّن الدور المتبادل بين مجلس النواب ومجلس النظّار في سن التشريعات واقتراح تعديلاتها.

## مباديء أساسية تبناها الدستور

### مبدأ سيادة الأمة
بموجب هذا الدستور، فان السلطة تستمد من الأمة ويكون الحكم باسمها والأمر يصدر تعبيرا عنها كلها، ارتكازا على ان أمة قديمة مثل مصر لاتتكون فقط من شعب اليوم أو المواطنين الذين يعيشون الآن بل تشمل إلى جانب ذلك أجيال الأمس وأجيال الغد، ولذلك فإن جيل اليوم الحاضر عندما يتخذ قرارات سياسية معينة فانه إنما يمثل في ذلك تقاليد وثقافة وقيم المجتمع في الماضي والحاضر والمستقبل. ويتوافق هذا الدستور في هذا المنحى نحو سيادة الأمة مع إعلان حقوق الإنسان والمواطن التي اعلنتها الثورة الفرنسية في سنة 1789 م، فقد نص هذا الإعلان في مادته الثالثة على أن: «مبدأ السيادة كلها يكمن أساسا في الأمة ولا تستطيع أي هيئة أو فرد أن يمارس سلطة لا تكون الأمة مصدرها الصريح».
ويعيب هذا المنحى الذي تبناه الدستور الذي سمي بدستور 1882 أنه يمكن الحاكم من السلطة المطلقة إذ أنه سيحكم باسم الأمة (الشخص المجرد المستقل في وجوده عن افراد الشعب والمواطنين) والحاكم باعتباره ممثلا لصاحب السيادة الكاملة ستكون له كل السلطات دون حدود ولا رقيب ولا مسئولية مما فتح بابا كبيرا للظلم وعدم احترام الحقوق والحريات. فالخديوي وهو الذي بيده وتحت نفوذه مجلس النظار، استجمع سلطات الحكم جميعها، وما كان مجلس النواب إلا تنفيسا للثورة الشعبية العرابية أو يمكن وصفه بأنه صورية سياسية وزيف قانوني، ولهذا لم يرتق هذا بمصر إلى مستوى الدولة القانونية التي تكون فيها السيادة للقانون أيا كان مصدر هذه السيادة سواء الأمة أو الشعب.

### مبدأ الانتخابات والتمثيل النيابي
وقد ترتب على الارتكاز على نظرية سيادة الأمة في هذا الدستور أن الانتخاب يكون وظيفة وواجب، فالتصويت فيه إلزامي، وقد ترك الدستور تحديد شروط الانتخاب لقانون يصدر لاحقا على هدى من هذا الدستور. حيث يقع على عاتق الشخص هذا الواجب وهو كل من تتوافر فيه شروط الانتخاب، وعليه أن يقوم باختيار النواب الذين سيمثلون الأمة كلها ويعبرون عن آرائها ومصلحتها وهذا مرجعه نص المادة السادسة من هذا الدستور، بما مفاده أن تمثيل النائب ووكالته عن الأمة كلها: «كل نائب يعتبر وكيلاً عن عموم الأمة المصرية وليس فقط عن الجهة التي انتخبته». وبهذا فان النائب يمثل الامة كلها كوحدة كاملة وليس دائرته الانتخابية فهو نائب عن الامة كلها وليس عن الدائرة التي رشح نفسه ونجح فيها.

### حصانة النواب واستقلالهم
تبنى الدستور مبدأين أساسيين هما:
- حصانة النائب (عضواومنتى تل مجلس النواب) ضد أية إجراءات تقوم بها الحكومة تتعلق بالمساس بحريته الشخصية من جراء اتهامه بجريمة. وعلّق الدستور اتخاذ إجراءات تتعلق بوقوع جناية أو جنحة من النائب على إذن من المجلس، تأكيدا لمبدأ الحصانة، وبهذا تبنى الدستور أهم وسائل الحصانة البرلمانية وهو الإذن. وهو بحد ذاته قيد على الحكومة من النيل من النواب، وهو ضمانة لحسن سير عمل المجلس النيابي.
- استقلال النائب، بمعنى عدم تبعيته لسلطان ناتج من أوامر أو تعليمات تصدر إليه بشأن ممارسة وظيفته كنائب في مجلس النواب، وله في مجال الاستقلال؛ مطلق الحرية في إبداء رأيه غير مرتبط بأي وعد أو تهديد (وعيد) ولا يجوز التعرض للنائب بأي شكل من الأشكال.

وهذا ما عبر عنه الدستور في مادتيه الثالثة والرابعة.